# SAX-200 Xiuhcóatl
El SAX-200 Xiuhcóatl es una sub-ametralladora de uso exclusivo del ejército y Fuerza Aérea de México desarrollada por el Centro de Investigación Aplicada y Desarrollo Tecnológico de la Industria Militar y producida por la Dirección General de Industria Militar de México.

## Diseño y desarrollo
Se comienza a desarrollar a finales del año 2018 con el fin de tener un sustituto de fabricación nacional para el subfusil MP-5 y que pueda ser usada por generales, jefes y oficiales del Ejército y la Fuerza Aérea. El modelado del arma fue hecho a través de software de diseño digital, el cual permitió la creación de las 99 piezas que conforman el arma, de las cuales un 68% son compartidas con el FX-05 Xiuhcoatl.
El arma cuenta con culata retraible, la cual al estar extendida le da una longitud total de 68 cm, cuenta con selector de fuego ambidiestro, cargador extraíble de 30 cartuchos, guardamanos para mayor movilidad en combate cercano y diversos rieles Picatiny para añadir diferentes accesorios. Los componentes metálicos son fabricados en diversas aleaciones de acero mientras que los componentes plásticos se producen con polímero de alto impacto reforzado con fibra de carbono. Se planea que la presentación oficial del arma al público sea realizada en el bicentenario de la creación del Heroico Colegio Militar.